# Konstantin Hierl

Konstantin Hierl

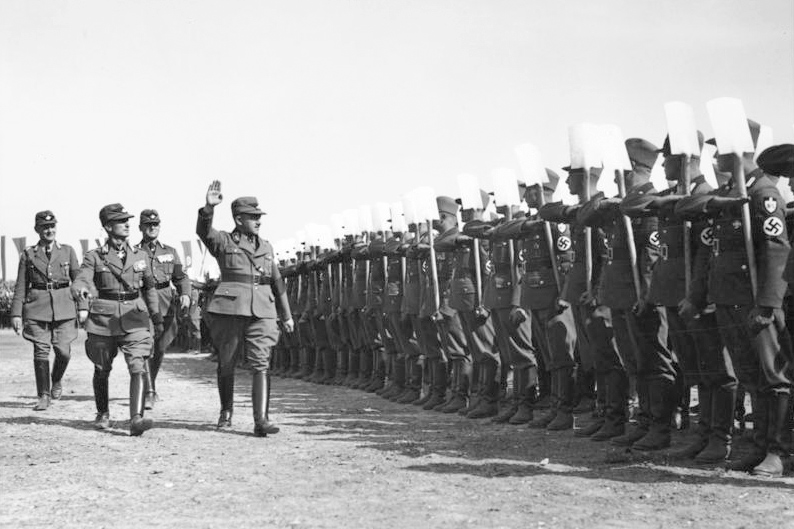
Hierl beim Abschreiten einer Front des Reichsarbeitsdienstes auf dem Tempelhofer Feld am 1. Mai 1934, Aufnahme aus dem Bundesarchiv

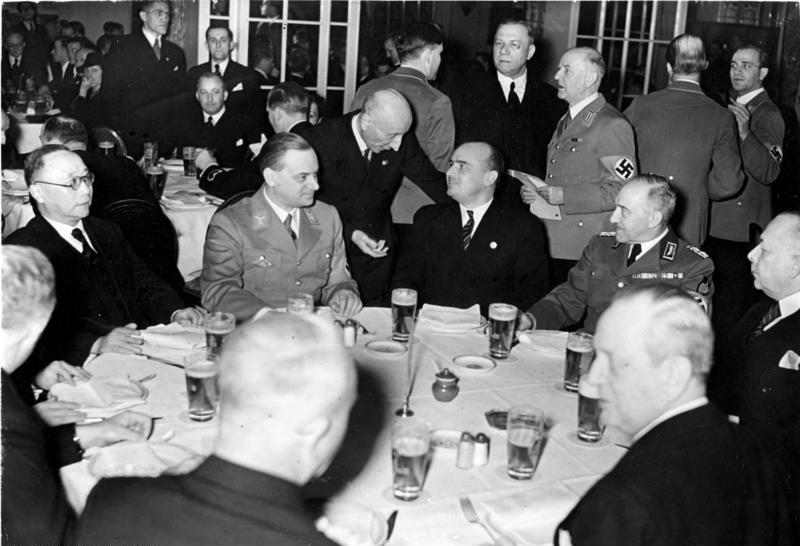
Hierl rechts neben Hans Frank und Alfred Rosenberg, 8. Februar 1939

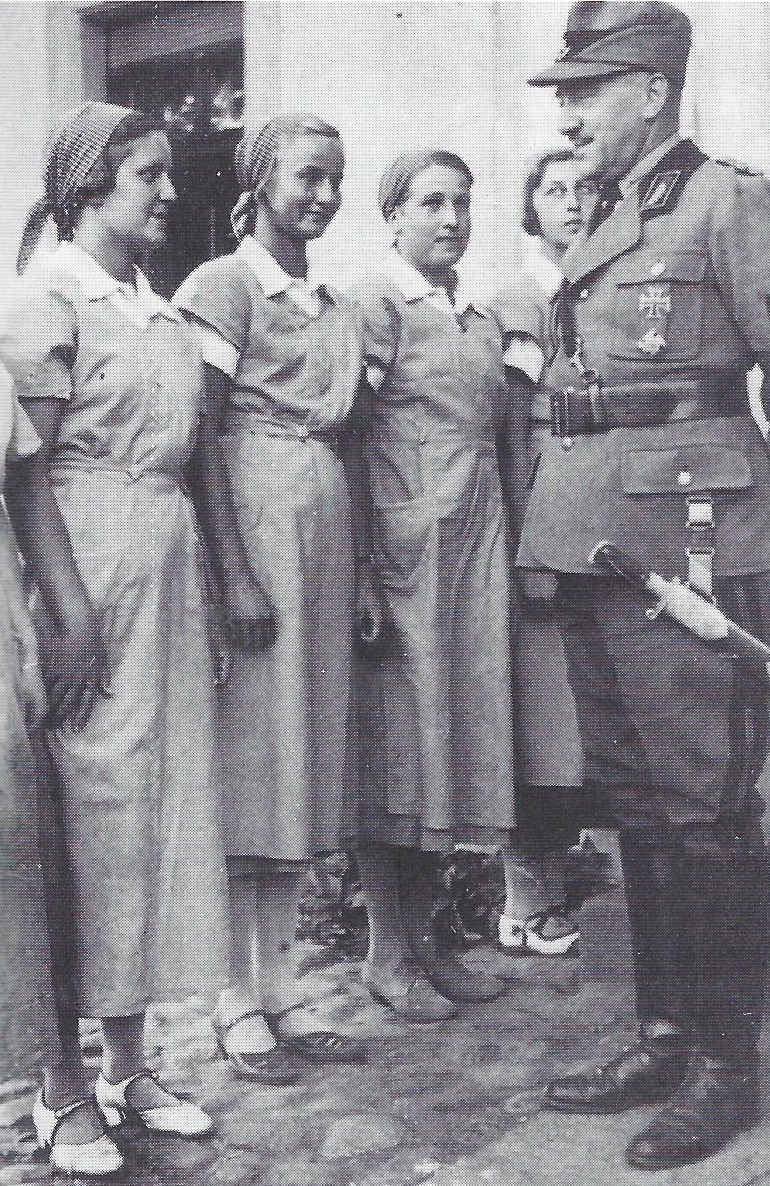
Arbeitsmaiden und Hierl in Bad Doberan (1939)

Konstantin Alois Hierl (* 24. Februar 1875 in Parsberg; † 23. September 1955 in Heidelberg) war ein deutscher Offizier und nationalsozialistischer Politiker und Funktionär. Von 1935 bis 1945 fungierte Hierl als Führer des Reichsarbeitsdienstes.

## Militärische Karriere
Hierl trat nach dem Besuch des Humanistischen Gymnasiums in Burghausen und Regensburg 1893 als Fahnenjunker in das 11. Infanterie-Regiment „von der Tann“ der Bayerischen Armee ein. Im Jahre 1895 folgte seine Beförderung zum Leutnant. Von 1899 bis 1902 absolvierte Hierl die Kriegsakademie, die ihm die Qualifikation für den Generalstab, die Höhere Adjutantur und das Lehrfach (Taktik, Kriegsgeschichte) aussprach. Er wurde 1903 in die Zentralstelle des Generalstabs versetzt und 1907 in den Großen Generalstab nach Berlin kommandiert. Seit 1908 Hauptmann, war Hierl von 1909 bis 1911 Kompaniechef im 17. Infanterie-Regiment „Orff“. Anschließend war er bis Kriegsbeginn als Lehrer für Kriegsgeschichte und Geschichte der Kriegskunst an der Kriegsakademie tätig.
Im Ersten Weltkrieg stieg er als Generalstabsoffizier bei der Heeresgruppe „Kronprinz Rupprecht“ bis zum Oberstleutnant auf. Unter anderem war er Generalstabschef des I. bayerischen Reserve-Korps und Bataillonskommandeur im 23. Infanterie-Regiment „König Ferdinand der Bulgaren“. Für seine Leistungen wurde Hierl u. a. mit beiden Klassen des Eisernen Kreuzes, dem Ritterkreuz des Königlichen Hausordens von Hohenzollern mit Schwertern sowie dem Bayerischen Militärverdienstorden III. Klasse mit Schwertern ausgezeichnet.
Nach der deutschen Niederlage und der Novemberrevolution 1918 organisierte er ein Freikorps unter seinem Namen, mit dem er sich an der Niederschlagung der bayerischen Räterepublik in Augsburg, München und Umgebung beteiligte. Zeitweilig war er Stadtkommandant von München, wo er 1919/20 Adolf Hitler kennenlernte und die Deutsche Arbeiterpartei unterstützte. Er setzte seine militärische Karriere zunächst im Reichswehrministerium und im Gruppenkommando 1 der Reichswehr und bei der Organisation der „Schwarzen Reichswehr“ fort.
Am 30. September 1924 wurde Hierl allerdings aus dem aktiven Dienst verabschiedet, da er während des Hitler-Ludendorff-Putsches vom 9. November Erich Ludendorff unterstützt hatte. Allerdings ist bis heute jedoch unklar ob er am Putsch direkt beteiligt war. Zudem bestanden zwischen Hierl und General Hans von Seeckt persönliche und fachliche sowie politische Differenzen, die eine weitere Zusammenarbeit unmöglich machten. So forderte Hierl eine deutliche Einmischung der Reichswehr in das politische Geschehen der Weimarer Republik, eine stärkere Unterstützung paramilitärischer Verbände und eine aggressivere Haltung gegenüber den Siegermächten.

## Tannenbergbund
Bis Herbst 1927 leitete Hierl als bayerischer Landesvorsitzender und reichsweiter Cheforganisator den Tannenbergbund von Erich Ludendorff, bis der sich unter dem Einfluss von Ludendorffs Frau Mathilde zu einer esoterischen Sekte entwickelte. Er war gleichzeitig Vorsitzender des „Deutschvölkischen Offiziersbundes“ (DVÖ).

## Im Dienst der NSDAP
Im Jahre 1929 trat Hierl in die NSDAP (Mitgliedsnummer 126.752) ein. Von September 1930 bis Kriegsende gehörte er dem Reichstag an. Er war von 1929 bis 1932 Reichsorganisationsleiter II der NSDAP und gehörte 1933 zu den Gründungsmitgliedern der nationalsozialistischen Akademie für Deutsches Recht Hans Franks.

Von 1931 bis 1935 war er Leiter des Freiwilligen Arbeitsdienstes, zunächst unter der Leitung der Reichsanstalt für Arbeitsvermittlung und Arbeitslosenversicherung. Nach der Machtergreifung wurde er im März 1933 zum Staatssekretär im Reichsarbeitsministerium und ein Jahr später zum Reichskommissar für den Freiwilligen Arbeitsdienst ernannt. Als am 26. Juni 1935 die Arbeitsdienstpflicht eingeführt wurde, übernahm Hierl als Reichsarbeitsführer die Leitung des Reichsarbeitsdienstes (RAD), die bis zum Ende der nationalsozialistischen Herrschaft in seiner Hand lag. Über die politischen Ziele des RAD erklärte Hierl 1933: 

„Es gibt kein besseres Mittel, die soziale Zerklüftung, den Klassenhaß und den Klassenhochmut zu überwinden, als wenn der Sohn des Fabrikdirektors und der junge Fabrikarbeiter, der junge Akademiker und der Bauernknecht im gleichen Rock bei gleicher Kost den gleichen Dienst tun als Ehrendienst für das ihnen allen gemeinsame Volk und Vaterland.“

Im Jahre 1936 wurde Hierl zum Reichsleiter der NSDAP ernannt und erhielt das Goldene Parteiabzeichen der NSDAP. Außerdem erhielt er am 14. Mai 1936 den Charakter als Generalmajor. Von 1943 bis 1945 war er Reichsminister ohne Geschäftsbereich. Hitler verlieh ihm am 24. Februar 1945 die oberste Stufe des Deutschen Ordens, die höchste Auszeichnung der NSDAP.

## Nachkriegszeit
Hierl wurde 1948 im Entnazifizierungsverfahren als Hauptschuldiger zu fünf Jahren Arbeitslager verurteilt und sein Vermögen eingezogen. Während dem Reichsarbeitsdienst keine direkten Kriegsverbrechen nachgewiesen worden waren, wurde sein Engagement im Tannenbergbund und das Erziehungssystem des Reichsarbeitsdienstes als erschwerend gewertet.
Nach seiner Entlassung aus verschiedenen Internierungslagern und einem mehrjährigen Schreibverbot betätigte er sich als Publizist. Nach Angaben des Heimatforschers Fritz Barth lebte er bis 1955 in Neuenbürg in Württemberg und wurde auf dem dortigen Friedhof beerdigt. Laut Barth erhielt er finanzielle Unterstützung von Senator Metzger, der Universität Stuttgart und von den Neuenbürger Chefärzten Maisch und Seitz. Die 1954 herausgegebenen Memoiren mit dem Titel Im Dienst für Deutschland 1918–1945 trafen wegen ihrer völkischen Tendenzen auf Kritik. Zur Erforschung der Geschichte des Reichsarbeitsdienstes trugen sie wenig bei.

## Familie
Hierl war in erster Ehe mit Euphrosine Gloß, in zweiter Ehe mit der Schauspielerin Vera Hartegg verheiratet. Die Ehen blieben kinderlos.
Sein Bruder war der Schriftsteller Ernst Hierl, sein Cousin war Johann Baptist Hierl, Weihbischof in Regensburg (1911–1936).

## Sonstiges
Die Gemeinde Hierlshagen entstand am 3. Januar 1936 im Sprottebruch bei Primkenau im Landkreis Sprottau, Niederschlesien. Der Ort heißt heute Ostaszów und liegt in der Gmina Przemków in Polen. Hierlshagen wurde durch den Reichsarbeitsdienst errichtet und damals nach Konstantin Hierl benannt.

## Schriften
- Geleitwort. In: Singend wollen wir marschieren … Liederbuch des Reichsarbeitsdienstes. Im Auftrage des Reichsarbeitsführers herausgegeben von Thilo Scheller[,] Oberstfeldmeister in der Reichsleitung des Reichsarbeitsdienstes. Zweite, veränderte Auflage. „Der nationale Aufbau“ Verlag, Leipzig [1937], S. 3; auf S. 6 eine Titelliste der 10 von Hierl bestimmten „Pflichtlieder im Reichsarbeitsdienst“.
- Ausgewählte Schriften und Reden. Herbert von Stetten-Erb (Hrsg.), 2 Bände, Eher, München 1941. (2. Auflage 1942/43)
- Schuld oder Schicksal? Studie über Entstehung und Ausgang des 2. Weltkrieges. Vowinckel-Verlag, Heidelberg 1954.
- Gedanken hinter Stacheldraht. Eine Lebensschau. Kurt Vowinckel Verlag, Heidelberg 1953.
- Im Dienst für Deutschland 1918–1945. Kurt Vowinckel Verlag, Heidelberg 1954.